# 戴尼斯·贝契罗维奇
戴尼斯·贝契罗维奇（1975年11月28日—），波斯尼亚政治人物、教授、历史学家，曾任波斯尼亚和黑塞哥维那主席团轮值主席，现任主席团成员，波士尼亞與赫塞哥維納社會民主黨副主席。

## 教育经历
贝契罗维奇毕业于图兹拉大学哲学院，硕士及博士毕业于萨拉热窝大学人文学院，2004年通过硕士论文答辩，2010年在通过博士论文答辩。

## 政治生涯
贝契罗维奇于1993年加入波士尼亞與赫塞哥維納社會民主黨，在党内担任多个职务。从政之前，他在家乡图兹拉的一所小学较历史，1998年至2002年在图兹拉中等经济学院工作，2010年起担任图兹拉大学哲学院助理教授。1998年，贝契罗维奇担任波斯尼亚和黑塞哥维那联邦议会议员，两年后赢得议会选举，成为图兹拉州议会和波斯尼亚和黑塞哥维那联邦人民院双料议员。
2002年波斯尼亚大选，贝契罗维奇在图兹拉州议会连任，四年后再度胜选，成为波士尼亞與赫塞哥維納代表院议员，2010年成功连任，2014年三度连任。
到2018年波斯尼亚大选，贝契罗维奇竞逐波斯尼亚和黑塞哥维那主席团职位，击败被来自民主行动党的对手舍菲克·扎费罗维奇击败。
2019年2月，贝契罗维奇获委任民族院议员。
2022年5月21日，社会民主党、我们的党与人民与正义党宣布组成选举联盟，共同参加2022年大选，角逐主席团席位，由贝契罗维奇代表参选。在同年10月2日举行的大选中，贝契罗维奇以57.37%的得票率胜出，民主行动党候选人、前主席团成员巴基爾·伊澤特貝戈維奇以37.25%位居第二。同年11月16日，贝契罗维奇宣誓就职。

## 个人生活
贝契罗维奇与妻子育有两个孩子，一家人生活在图兹拉。

## 部分著作
- Bećirović, Denis.  [Informbiro and the North East Bosnia: echoes and consequences of the KPJ-Informbiro conflict 1948-1953]. Sarajevo: Feri. 2012. ISBN 9789958933776 （波斯尼亚语）.
- Bećirović, Denis.  [The Islamic Community in Bosnia and Herzegovina during the AVNOJ Yugoslavia (1945-1953)]. Sarajevo: Bošnjačka nacionalna zajednica. 2012. ISBN 9789535526483 （波斯尼亚语）.
- Bećirović, Denis.  [The territorial expansionism of Serbia towards Bosnia and Herzegovina (1804-2020)]. Sarajevo: University of Sarajevo. 2021. ISBN 9789958028380 （波斯尼亚语）.